# Erythroxylum moonii
Erythroxylum moonii är en tvåhjärtbladig växtart som beskrevs av Bénédict Pierre Georges Hochreutiner. Erythroxylum moonii ingår i släktet Erythroxylum och familjen Erythroxylaceae. Inga underarter finns listade i Catalogue of Life.

## Bildgalleri

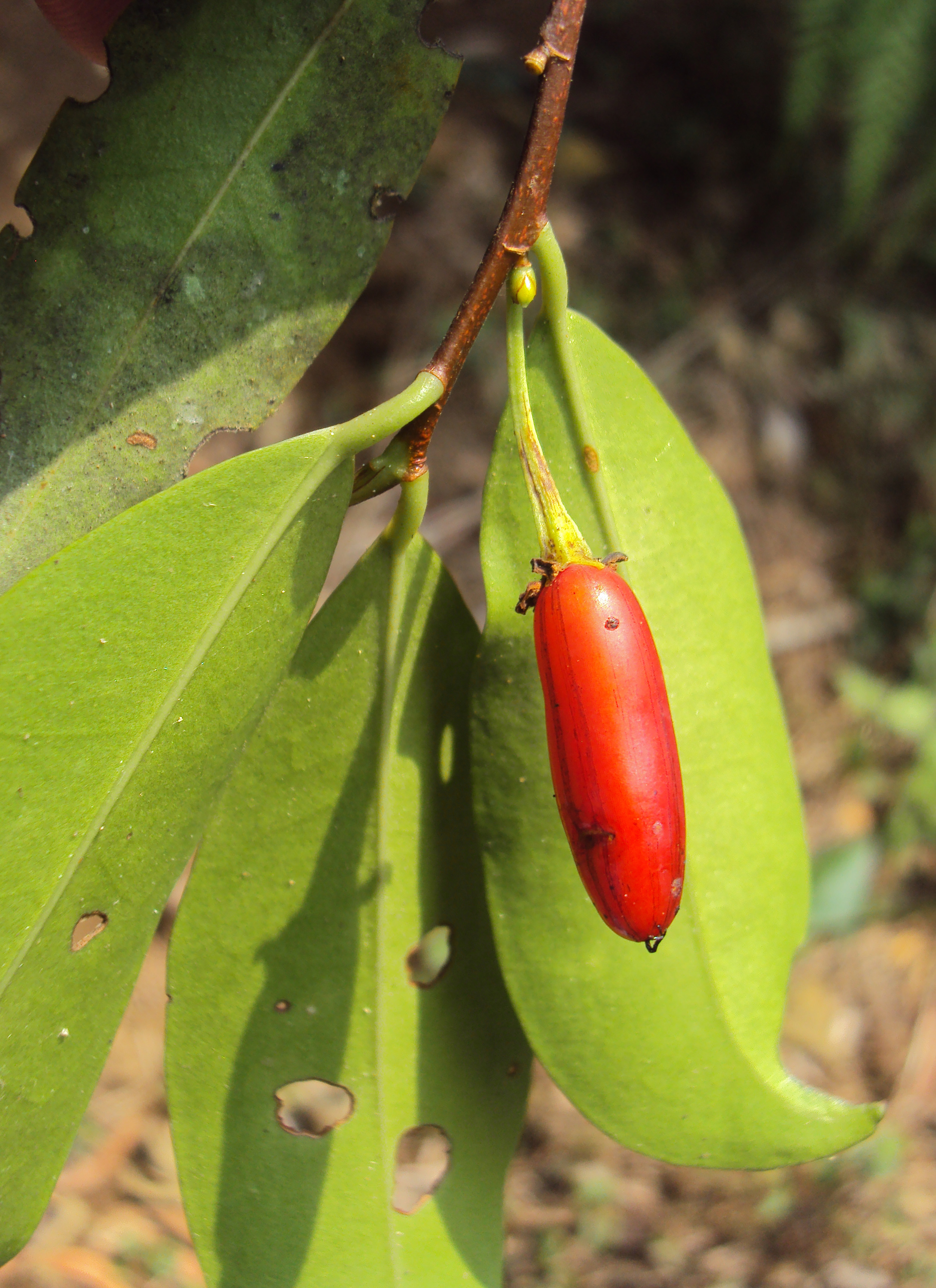